# Darmon Meader
Darmon August Meader (* 26. August 1961) ist ein US-amerikanischer Jazzmusiker (Gesang, Saxophon, Arrangement).

## Leben und Wirken
Meader gründete nach seinem Studium am Ithaca College 1987 mit Peter Eldridge, Kim Nazarian, Caprice Fox und Sara Krieger das Vokalensemble New York Voices, das 1988 erste Auftritte hatte; 1989 erschien bei GRP Records das Debütalbum. Es folgten bis 2007 zahlreiche weitere Alben des Quintetts bei GRP, später bei RCA Victor, Concord und MCGJazz. 2008 wurde er mit Jay Ashby und Kim Nazarian für den Grammy in der Kategorie Best Instrumental Arrangement Accompanying Vocalist(s) für das Arrangement von In the Wee Small Hours of the Morning (auf dem Album A Day Like This der New York Voices) nominiert. Im selben Jahr erschien sein Debütalbum And So I Am. Im Bereich des Jazz war er als Musiker und Arrangeur zwischen 1989 und 2012 an 60 Aufnahmesessions beteiligt, u. a. mit Tommy Igoe, Janet Marlow, John Pizzarelli, dem Count Basie Orchestra (Ghost Band), The Birdland Big Band, Don Sebesky, Paquito D’Rivera, Nancy Wilson, Andreas Öberg und Bobby McFerrin, außerdem mit Cissy Houston.
Als Hochschullehrer für Jazzgesang ist er an der Indiana University tätig.

## Diskographische Hinweise
- Amy London, Darmon Meader, Dylan Pramuk, Holli Ross Royal Bopsters (Motéma 2015, mit Jon Hendricks, Mark Murphy, Sheila Jordan, Annie Ross, Bob Dorough)[3]